# آرسن برخورداریان
آرسن برخورداریان (Արսեն բարխուրդարեան متولد ۱۲۶۷ در تهران - درگذشته؟ ۱۳۵۲) بانکدار ارمنی‌تبار اهل ایران بود. از سال ۱۳۳۷ که بانک کار بنیان‌گذاری شد، برخورداریان مدیرعامل این بانک بود. در گزارش‌های اوایل ۱۹۷۴ (زمستان ۱۳۵۲) وی همچنان مدیرعامل بانک کار بوده است.

## زندگی‌نامه
تحصیلات مقدماتی و متوسطه را در مدارس جدید پایان برد. زبان فرانسه و زبان روسی را یادگرفت و خدمات خود را از مؤسسه بانکداری طومانیانس آغاز کرد. چندی در آن مؤسسه مشغول خدمت بود. چند سالی هم در بانک استقراضی روس مدیریت داشت. در ۱۳۰۷ پس از تأسیس بانک ملی ایران به استخدام آنجا درآمد و مشاغلی را عهده‌دار شد. در ۱۳۲۴ که سید جعفر پیشه‌وری آذربایجان را به تصرف خود درآورده و حکومت خودمختار تشکیل داد، وی رئیس بانک ملی تبریز بود و با درایت و ابتکار خاص توانست میلیون‌ها تومان اسکناس دولت را که در شعب بانک ملی آذربایجان بود به تهران انتقال دهد. سایر مشاغل او در بانک ملی، ریاست ادارهٔ خارجه و ریاست شعبهٔ مرکزی و مشاور عالی بوده است. بعد از تشکیل بانک کار که مخصوص مقاطعه‌کاران بود، به ریاست آن بانک برگزیده شد و سال‌ها در رأس آن بانک قرار داشت. در توسعه و افزایش سرمایه و سود بانک مزبور تلاش بسیار نمود. مردی نیک‌نفس، زرنگ و در امور مالی و بانکی مطلع بود. در اواخر عمر از ایران مهاجرت نمود و در ۸۵ سالگی در لندن درگذشت.